# Stefan Tangermann
Stefan Tangermann (* 24. Dezember 1943 in Eberswalde) ist ein deutscher Agrarökonom, er war Direktor bei der OECD in Paris.

## Leben und Wirken
Nach Studium der Agrarwissenschaft sowie Volkswirtschaftslehre und Promotion in Volkswirtschaftslehre an der Universität Göttingen lehrte und forschte Stefan Tangermann zunächst an der Universität Frankfurt, bevor er 1980 einen Ruf als Professor für Landwirtschaftliche Marktlehre an die Fakultät für Agrarwissenschaften der Universität Göttingen erhielt. Tangermann profilierte sich, indem er die Agrarpolitik aus volkswirtschaftlicher Perspektive betrachtete. Er wurde Mitglied des Wissenschaftlichen Beirats des Bundeslandwirtschaftsministeriums. Als er im Jahr 2002 zum Direktor für Nahrungsmittel, Landwirtschaft und Fischerei bei der Organisation für wirtschaftliche Zusammenarbeit und Entwicklung (OECD) in Paris berufen wurde, wurde er von der Universität beurlaubt. Im Jahr 2006 wurde sein Direktorat mit demjenigen für Internationalen Handel verschmolzen, und Tangermann wurde zum OECD-Direktor für Internationalen Handel und Landwirtschaft. Am 20. Februar 2009 wurde er während einer Festveranstaltung in Göttingen in den Ruhestand verabschiedet.
Tangermann, der seit 1994 Mitglied der Akademie der Wissenschaften zu Göttingen ist, war von 2012 bis 2016 Präsident der Akademie.
Im Jahr 2021 wurde Tangermann zum Mitglied des Steering Committee des High Level Panel of Experts des Committee for World Food Security der United Nations berufen (Welternährungsausschuss der Vereinten Nationen).
Stefan Tangermann ist verheiratet und hat 4 Kinder.
2008 wurde er mit dem Bundesverdienstkreuz I. Klasse ausgezeichnet.

## Wichtigste Veröffentlichungen
- Dhar, B., Simon Evenett, Guoqiang Long, Andre Meloni Nassar, Stefan Tangermann and Alberto Trejos (2009), Disavowing protectionism: a strengthened G20 standstill and surveillance. In: R. Baldwin and S. Evenett (eds.), The collapse of global trade, murky protectionism, and the crisis: Recommendations for the G20. A VoxEU.org publication.
- Josling,T., S. Tangermann and T.K. Warley, Agriculture in the GATT. Houndmills, London, and New York, 1996.
- Koester, U. und S. Tangermann, Alternativen der Agrarpolitik. Eine Kosten-Nutzen-Analyse im Auftrag des Bundesministeriums für Ernährung, Landwirtschaft und Forsten. Landwirtschaft – Angewandte Wissenschaft, Heft 182, Hiltrup 1976.
- Sumner, D., and S. Tangermann (2002), International Trade Policy and Negotiations. In: B. Gardner and G. Rausser (eds.), Handbook of Agricultural Economics. Volume 2B, Agricultural and Food Policy. Amsterdam etc.: Elsevier.
- Tangermann, S (1991), A bond scheme for supporting farm incomes. In: Marsh, J., B. Green, B. Kearney, L. Mahe, S. Tangermann and S. Tarditi, The Changing Role of the Common Agricultural Policy. The Future of Farming in Europe. London and New York, 1991, pp. 95–96.
- Tangermann, S. (2001), L’Accord sur l’Agriculture de l’Uruguay Round – Functionne-t-il? "Economie internationale", Vol. 87, pp. 15–44.
- Tangermann, S. (2001): Hunger und Überfluß: Wie sicher ist die Welternährung? Bursfelder Universitätsreden 18. Göttingen 2001.
- Tangermann, S. (2002), Agriculture on the Way to Firm International Trading Rules. In: Daniel L.M. Kennedy and James D. Southwick (eds.), The Political Economy of International Trade Law. Essays in Honor of Robert E. Hudec. Cambridge: Cambridge University Press.
- Tangermann, S. (2002): The Future of Preferential Trade Arrangements for Developing Countries and the Current Round of WTO Negotiations on Agriculture. Rome: FAO.
- Tangermann, S. (2004), Agricultural Policies in OECD Countries 10 Years After the Uruguay Round: How Much Progress? In: G. Anania, M.E.Bohman, C.A. Carter and A.F. McCalla (eds.), Agricultural Policy Reform and the WTO – Where Are We Heading? Cheltenham and Northampton (MA): Edward Elgar.
- Tangermann, S. (2005), How to Forge a Compromise in the Agriculture Negotiations. In: E.-U. Petersmann (ed.), Reforming the World Trading System. Legitimacy, Efficiency, and Democratic Governance. Oxford: Oxford University Press.
- Tangermann, S. (2005), Is the Concept of the Producer Support Estimate in Need of Revision? “OECD Food, Agriculture and Fisheries Working Papers No. 1”. OECD, Paris.
- Tangermann, S. (2005), Organisation for Economic Co-operation and Development Area Agricultural Policies and the Interests of Developing Countries. "American Journal of Agricultural Economics", Vol 87, pp. 1128–1144.
- Tangermann, S. and M. Banse (eds.)(2000), Central and Eastern European Agriculture in an Expanding European Union. Wallingford, New York: CABI.
- Tangermann, S. and T. Josling (1999), Implementation of the WTO Agreement on Agriculture and Developments for the Next Round of Negotiations. "European Review of Agricultural Economics". Vol. 26 (3), August 1999, pp. 371–388.
- Tangermann, S. and W.D. Coleman, (1999), The 1992 CAP Reform, the Uruguay Round and the Commission. „Journal of Common Market Studies“, vol. 37 (1999), no. 3, pp. 385–405.
- Weise, C., M. Banse, W. Bode, B. Lippert, F. Nölle, S. Tangermann (2002), Die Finanzierung der Osterweiterung der EU. Baden-Baden: Nomos Verlagsgesellschaft. Deutsche Kurzfassung in: DIW, Wochenbericht 36/2001, S. 553–561.